# بوركيني
البُركيني  أو البِركيني  (نقحرة: بوركيني) هو نوع من ملابس السباحة التي صممتها الأسترالية ذات الأصل اللبناني عاهدة زناتي، وهو بذلة سباحة تغطي كامل الجسم ما عدا الوجه واليدين والقدمين، وهي مطاطية بما يكفي للمساعدة في السباحة، وقد لاقت رواجاً كبيراً لدى مسلمات أوروبا.
شهد البُركيني  إقبالاً منقطع النظير، وصارت النساء ترتديه على الشاطئ وفي المسبح، وصارت له محلات في أوروبا ومواقع متخصصة لتسويقه على شبكة الإنترنت.

## التسمية
كلمة البُركيني  هي التعريب للفظ الغربي (burkini) مكونة من جزئين، أولهما «بور bur» وهي اختصار كلمة البرقع، وهي كلمة متداولة في أوروبا وتعني النقاب الذي يُغطي الوجه كاملا وترتديه المسلمات. أما الجزء الثاني فهو «كيني kini» ويُحيل على «البكيني» لباس البحر المعروف والذي يكون عاري كثيرًا.

## نشأة البُركيني
البُركيني  ليس من الملابس التقليدية. تم تصميمه أصلا من قبل عاهدة الزناتي، مسلمة أسترالية. وقد أشارت الزناتي أن العديد من التجارب أثرت على إبداعها لبُركيني . كان أحدهم يراقب ابنة أخيها وهي تلعب كرة الشبكة مرتدية ملابس تقليدية للمسلمين بما في ذلك غطاء للرأس. وقد أدركت زانيتي أن هناك نقصًا في الملابس الرياضية للفتيات والنساء المسلمات التي تلبي احتياجاتهم من حيث التواضع والاحتشام والنشاط البدني. وبدون الملابس التي يعتبرونها مناسبة، كانت النساء في المجتمع المسلم لا تشعرن بالراحة في المسابح العامة والشواطئ. وقد ثبت أن القيود الثقافية على النشاط البدني لها آثار صحية خطيرة على النساء المسلمات. بدأت زانيتي بالتفكير في كيفية تصميم الملابس الرياضية المناسبة للمسلمات.
كان إنشاء البُركيني  أيضًا ردًا على أعمال الشغب التي وقعت في كرونولا عام 2005 في سيدني بأستراليا. في 4 ديسمبر 2005، شارك عدد قليل من متطوعي الإنقاذ في مشاجرة مع بعض الشبان من أصل شرق أوسطي. تصاعد تبادل لفظي، مما أدى إلى تحول المباراة إلي معركة. أصيب أحد رجال الإنقاذ بالأذى بعد سقوطه وضرب رأسه. في عطلة نهاية الأسبوع التالية، تجمعت حشود تحريض عنصري من آلاف الأستراليين البيض وتظاهرت على شاطئ نورث كرونولا. بعد أعمال الشغب، بدأت شركة Surf Life Saving Australia ‏ مبادرة لتشجيع التنوع والقبول على شواطئ سيدني من خلال تجنيد رجال الإنقاذ المسلمين. كانت النساء المسلمات لا يتقبلن ملابس السباحة المتاحة. بحلول عام 2007، صممت زانيتي الزي الذي يجب ارتدائه من قبل العاملات بالإنقاذ المسلمات: ملابس سباحة خاصة باللونين الأصفر والأحمر المكونة من قطعتين والتي تغطي الرأس والجسم.

## الوصف
تمتلك شركة «أهييدا» التي تتخذ مقراً لها في سيدني العلامات التجارية لكلمات «بيركيني» و «بوركيني»، لكن الكلمات أصبحت مصطلحات عامة لأشكال مماثلة من ملابس السباحة المحتشمة. يغطي هذا النوع من البدلة الجسم كله باستثناء الوجه واليدين والقدمين، ويكون خفيفًا بما فيه الكفاية للتمكين من السباحة.
يتكون عمومًا من زوج من الأرجل المستقيمة وأكمام طويلة متصلين معاً بحيث لا تطفو السترة عندما يكون السباح في الماء. غطاء يستوعب شعر المرأة ويغطي الرقبة، يلتف بشكل وثيق حول الوجه. قد يكون متصل بالسترة. تصنع البدلات من قماش SPF50 +، وعادة ما تستخدم نسيج البوليستر المرقق بدقة بدلا من النيوبرين الثقيل المستخدم في ملابس الغوص.
أنماط أخرى من ملابس السباحة «الإسلامية» تشمل العلامات التجارية فيلكيني ومايكوزي.  العلامة التجارية  مايكوزي تتخذ من دبي مقراً لها ولكن صممها الأسترالي جيني نيكلسون فقط للنساء المسلمات. البدلة الأساسية تتكون من قطعتين، ولها غطاء اختياري. تحتوي على كل من الليكرا والبوليستر. في عام 2009، انتقدت زناتي بدلة  مايكوزي، مدعية أنه استخدم ليكرا يمكن أن يجعلها أثقل وأن الغطاء الاختياري قد يكون غير آمن. تقدم ماركة فيلكيني بدلة من قطعتين متداخلتين في أنماط متعددة، مصنوعة من مزيج من الياف لدنة والبوليستر.

## الاستخدام
تقدر زناتي أن 40٪ من قاعدة عملائها كانت غير مسلمة، وقالت: "لقد بعنا لليهود والهندوس والمسيحيين والمورمون والنساء ذات قضايا الجسد المختلفة. كان الرجال يطلبون البُركيني  أيضا."
وقد اشتملت قائمة بارزة من غير المسلمات على نايجيلا لوسون، التي كانت ترتدي بُركيني  في أستراليا عام 2011، وليس بسبب التوجه الديني، ولكن لحماية بشرتها. عندما تم عرضه في متاجر ماركس أند سبنسر في بريطانيا في مارس 2016، بيعت البُركيني  أيضا.
كما وجد البُركيني  شعبية في إسرائيل، سواء بين اليهود الأرثوذكس أو بين المسلمين، ويسمى إما بُركيني  أو ببساطة «ملابس سباحة محتشمة».

## حسب البلد

### فرنسا
في أغسطس / آب 2009، مُنعت امرأة في فرنسا من السباحة في حمام سباحة عام وهي ترتدي بُركيني ، وسط جدل مستمر حول اللباس الإسلامي. تم تبرير هذا الإجراء بالرجوع إلى قانون يحظر السباحة بملابس الشارع. قد ينظر إلى الجدل الدائر حول البُركيني  في فرنسا على أنه يعكس مواقف فرنسية واسعة النطاق حول التعبير الديني في العلن. يؤكد القانون الفرنسي على أهمية إنشاء «ساحة محايدة دينياً» يتوقع من الناس أن يظهروا فيها متشابهين، فضلاً عن معاملتهم على قدم المساواة. في هذا، تختلف فرنسا كثيرًا عن دول مثل الولايات المتحدة التي تعترف بالحق في حرية الدين وتعبيرها. 
في أغسطس 2016، منع عمدة مدينة كان ملابس السباحة، مشيرين إلى وجود صلة محتملة بالتطرف الإسلامي. انضم إلى الحظر ما لا يقل عن 20 بلدة فرنسية أخرى، بما في ذلك نيس في وقت لاحق. وفي وقت لاحق، صدرت غرامات لعشرات النساء، وتعرض بعضهن للهجوم اللفظي من قبل المارة عندما واجهتهم الشرطة. إنفاذ الحظر أيضا ضرب مرتادي الشواطئ الذين يرتدون مجموعة مختلفة من الملابس المحتشمة إلى جانب البُركيني . ذكرت وسائل الإعلام أنه في إحدى الحالات أجبرت الشرطة المسلحة امرأة على خلع ملابسها على شاطئ في نيس. نفى مكتب عمدة نيس أن ذلك وأدان العمدة ما أسماه «الاستفزاز غير المقبول» بارتداء مثل هذه الملابس في أعقاب هجوم نيس الإرهابي. تم تعليق الحظر الذي فرضته بلدية فيلنوف-لوبيه من قبل أعلى محكمة إدارية في فرنسا، مماشكل سابقة محتملة لمزيد من التحديات القانونية.

#### ردود الفعل
وقد أيد هذا الحظر عدد من السياسيين الفرنسيين، بمن فيهم رئيس الوزراء الاشتراكي مانويل فالس، الذي قال: إن البُركيني  ليس مجموعة جديدة من ملابس السباحة تمثل موضة. إنه تعبير عن مشروع سياسي، مجتمع مضاد، انتقد بعض المعلقين في فرنسا الحظر، ووردت تقاريرعن منع نساء مسلمات من ارتداء الحجاب والملابس ذات أكمام طويلة على الشواطئ، مما أثار غضباً في أوساط أعضاء الحزب الاشتراكي الفرنسي. أظهر استطلاع للرأي أن 64٪ من الفرنسيين يؤيدون الحظر، في حين أن 30٪ آخرين كانوا غير مبالين.
أثار الحظر وتطبيقه النقد والسخرية في الخارج، لا سيما في البلدان الناطقة باللغة الإنجليزية. قدم الناشط البريطاني الليبرالي المسلم ماجد نواز نقداً لكل من ملابس السباحة وحظرها: بُركيني  رمز محزن للإسلام اليوم ورجعي فيما يتعلق بقضايا النوع الاجتماعي، وحظره هو رمز حزين لليبرالية اليوم. يقول المعلقون -وخاصة النساء المسلمات- إن البُركيني  يمنح النساء اللواتي لا يرغبن في فضح جسمهن لأسباب دينية أو لأسباب أخرى حرية التمتع بالشاطئ.
كما انتقدت هيومن رايتس ووتش الحظر قائلة إنه "في الواقع يرقى إلى حظر النساء من الشاطئ في منتصف الصيف، فقط لأنهن يرغبن في تغطية أجسادهن في الأماكن العامة. إنه شكل من أشكال العقاب الجماعي ضد المرأة المسلمة تقريبًا.
وربط البعض بين حظر بُركيني  والحظر الفرنسي للحكم الكاثوليكي قبل حوالي 111 سنة من صدور القانون الفرنسي عام 1905 بشأن فصل الكنائس والدولة.

### ألمانيا
في كانون الأول / ديسمبر 2018، صوتت بلدية كوبلنز ضد حظر البُركيني  في حمامات السباحة العامة في عام 2018، مع تشكيل مجالس الإدارة CDU و AfD و Freie Wähler كأغلبية لهذا القرار.
وقعت احتجاجات ضد القرار الذي جمع حوالي 70 شخصًا من المجلس المركزي للمسلمين في ألمانيا.

### المغرب
في عام 2014، حظرت بعض المسابح الخاصة في البقاع السياحية المغربية ارتداء البُركيني ، مشيرة إلى أنه لأسباب تتعلق بالنظافة، وقد أثارت جدلاً سياسيًا أيضًا.

## وصلات خارجية
مصممة «البُركيني » تسعى لإنتاج «مايوه» يعيد الحشمة للرجال، العربية.نت